# Краснополянское (Свердловская область)
Краснополя́нское (до 1929 года — Ми́кшино, Ми́кшинское) — село в Байкаловском районе Свердловской области России. Административный центр Краснополянского сельского поселения.

## Географическое положение
Село Краснополянское расположено в лесостепной зоне в 240 километрах к востоку от Екатеринбурга и в 50 километрах к юго-востоку от Ирбита. Расстояние до районного центра — села Байкалова — 17 километров к северо-северо-западу. В селе протекает мелководная река Сараевка (левый приток реки Иленки, бассейн реки Ницы) (упоминаются другие названия: Микшенка, Барминка). Она зимой промерзает до дна. Территория равнинная, лесистая, с маленькими озёрами и мелкими речками. Местами попадаются солончаки. По вечерам в сухую погоду можно наблюдать, как лошади лижут и едят ил по берегам рек. В жаркое время в таких местах заметен беловатого цвета налёт. Почва здешней местности неглубокий (3–4 вершка) чернозём, подпочва — суглинок, ниже толстый слой жёлтой глины. Песок встречается редко маленькими оазисами. В изобилии растут различные щавели и молочаи, заячья капуста. Почва здесь плодородна, имеются болота. Протяжённость села с севера на юг составляет 2 километра, с запада на восток — около 4 километров. Площадь села составляет 281 гектар.

## Климат
Географическое положение села определяет континентальный характер климата. Территория Краснополянского относится к IV юго-восточному лесостепному климатическому району Свердловской области, который характеризуется самыми высокими летними температурами, наименьшим количеством осадков и недостаточным увлажнением.
Зимой территория находится под преимущественным влиянием сибирского антициклона, обусловливающим устойчивую морозную погоду с обильным снегопадом. Наблюдаются частые вторжения холодных воздушных масс с севера, а также прорывы южных циклонов, с которыми связаны резкие изменения погоды.
Летом территория находится в основном в области низкого давления. Нередко происходит вторжение воздушных масс с Баренцева и Карского морей, что приводит к резким изменениям температуры. Средняя температура воздуха в январе составляет −16.1°С, в июле: +18.3°С. Максимальная температура воздуха составляет +38°С, минимальная: −47°С. Количество осадков за год составляет 300—400 мм. Ветры преобладают западных и юго-западных направлений.

## История села

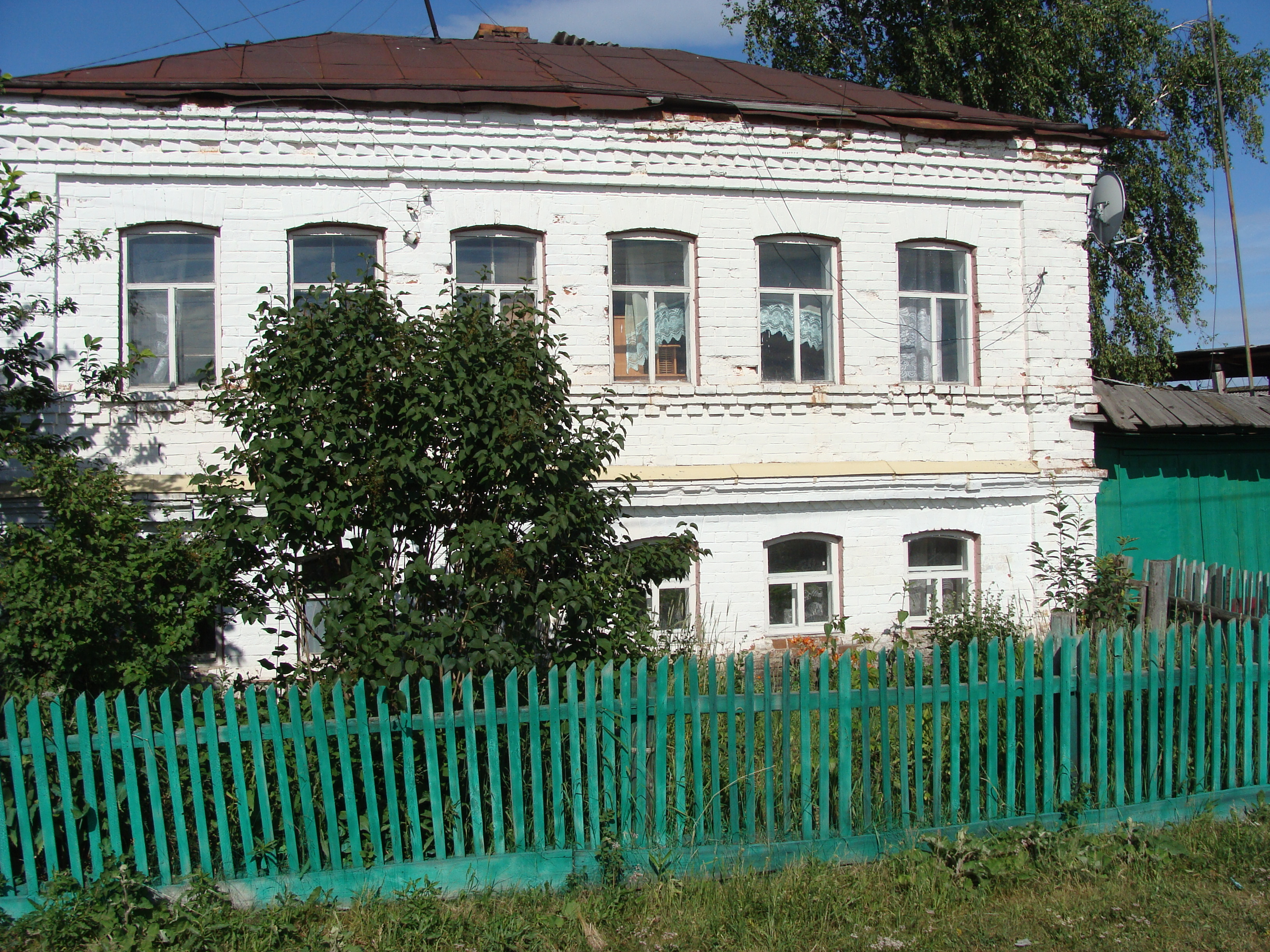
Дом зажиточного крестьянина XIX века

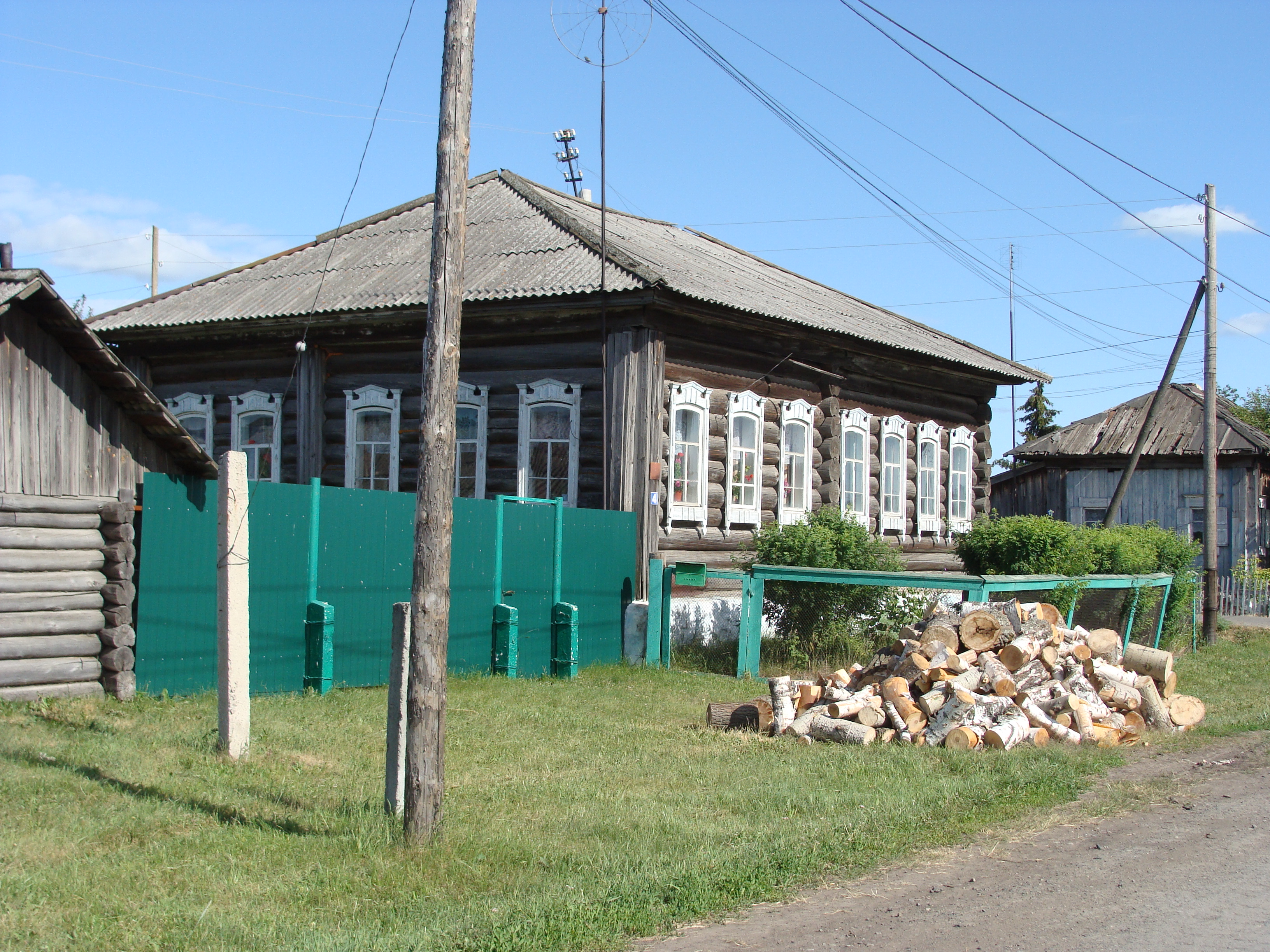
Бывший дом священника

### Основание села
Село основано около 1740 года выходцами из села Красного (ныне Краснослободское) на месте бывшего юрта татарского тайши Микши.
В начале XX века сельчане занимались, в основном, земледелием, но были и ремесленники, широко была распространена сезонная работа на Ирбитской ярмарке.

### Успенская церковь
В 1860 году на средства прихожан выла построена каменная однопрестольная церковь во имя Успения Пресвятой Богородицы, которая была значительно расширена в 1867 году. В 1861 году Микшинский приход выделился из Верх-Ницинского (ныне Елань). В начале XX века имелись два церковных дома для помещения причта и два ряда деревянных лавок. Церковь была закрыта в 1930-е годы.

Успенская церковь

### Коммуна-колхоз «Гигант»
В 1919 году, после освобождения Урала от Колчака, стали возникать первые коммуны. В апреле 1920 года в Микшине была организована коммуна из семи хозяйств. К весне 1921 года коммуна расширилась и насчитывала уже 20 хозяйств.
4 июля 1929 года в селе Микшине прошла межколхозная конференция, которая приняла решение об организации колхоза. В 1929 году «Гигант» насчитывал около 10 000 членов, 4000 лошадей, 12 000 коров. В колхозе были организованы ясли, школы крестьянской молодежи (ШКМ), выходила газета, была налажена телефонная связь между штабом колхоза и Ирбитом, появилось опытное поле и машинно-тракторная станция. В колхозе было намечено создание 27 экономий, каждая из которых должна была специализироваться на одном виде сельского хозяйства. В экономии должны были также встроены подсобные предприятия, перерабатывающие отходы производства и приводящие в наиболее рентабельный вид продукцию. К январю 1930 года район был коллективизирован на 85,4 %. Мощным орудием «вовлечения» крестьян в коммуны была угроза раскулачивания.
«Гигант» прославился на всю страну. О нём писали не только местные и центральные газеты, но даже американские журналисты. В 1930 году вышла брошюра «Мы живем в "Гиганте"», составленная корреспондентом «Крестьянской газеты» Всеволодом Лебедевым, где собраны рассказы, стихи, частушки, написанные учениками школ колхоза. Один из экземпляров книги оказался у Максима Горького, о чём он упомянул в очерке «О детях». По просьбе Горького в 1931 году коммуну-колхоз также посетил С. Я. Маршак (к тому времени «Гигант» уже распался).
Несмотря на широкий общественный резонанс и пристальное внимание руководства, коммуна-колхоз просуществовала только до весны 1930 года и распалась на 150 мелких и экономически слабых колхозов. 13 апреля 1930 года состоялось последнее заседание президиума совета районной коммуны. Причинами распада стали трудности с управлением, кроме того, не последнюю роль сыграло стремление руководства колхоза к обобществлению не только земли, скота и орудий труда, но и жилищ, питания, воспитания детей, что вызвало недовольство не только зажиточных крестьян, но и рядовых членов колхоза.

### Районный центр
В 1929 году в порядке эксперимента в Ирбитском округе был создан укрупненный Краснополянский район с центром в селе Микшине с переименованием его в село Красное Поле. Существование в 1929—1931 годах Краснополянского района было тесно связано с образованием коммуны-колхоза «Гигант» — грандиозного эксперимента, объединившего около 5000 крестьянских дворов всего юго-востока Уральской области.
В июне 1931 года центр Краснополянского района перенесен в село Байкалово.
В 1950 году в Кранополянском был создан колхоз «Красная звезда». В колхоз входило четыре бригады. Село Краснополянское входило в первую бригаду и включало свиноферму, молочно-товарную ферму, телятник, конный двор, стадо овец, а также полеводческую бригаду.
В январе 1958 года Краснополянский район объединился с Еланским районом в Байкаловский район.

### Современное состояние

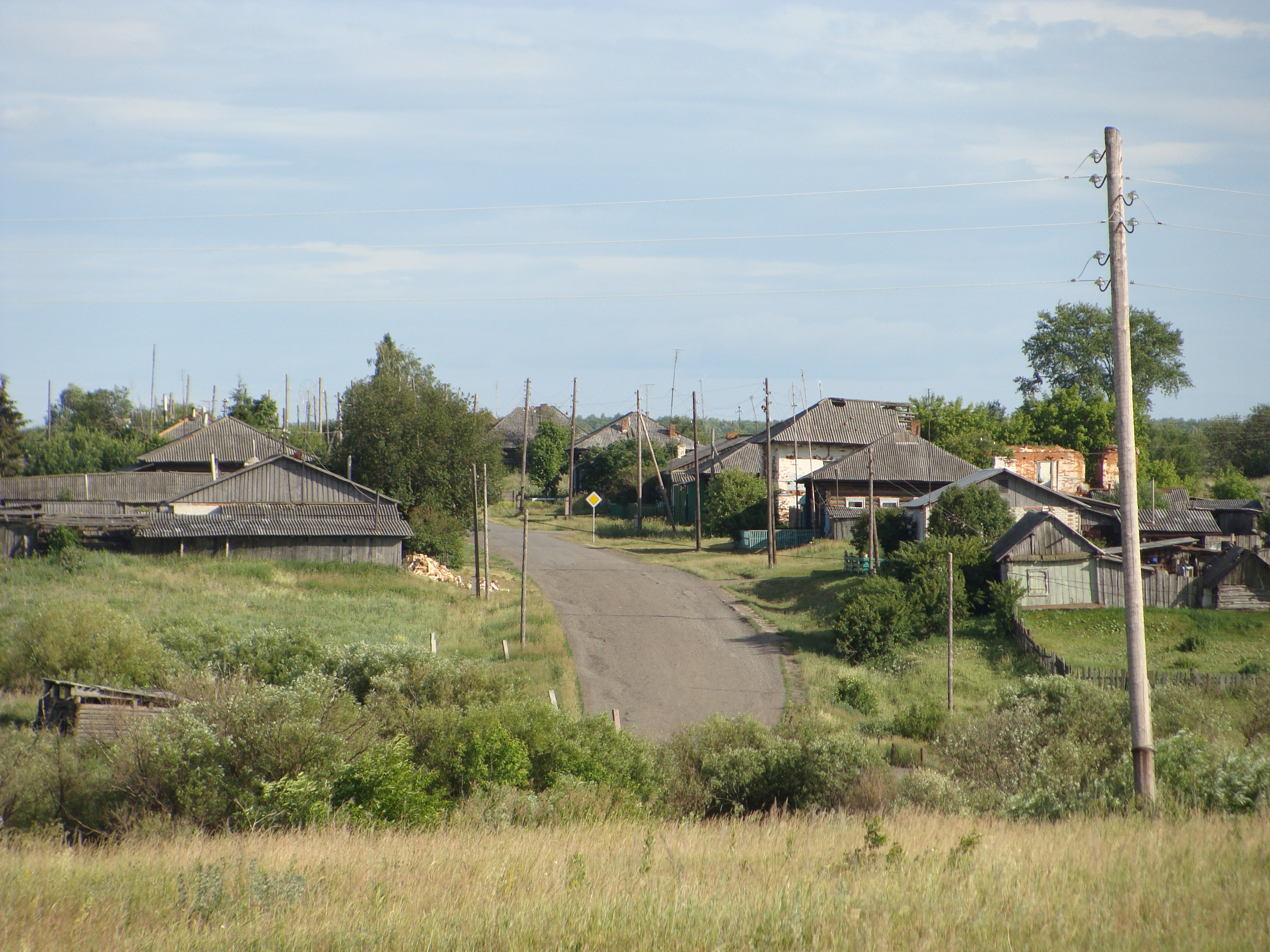
Вид на улицу Ленина

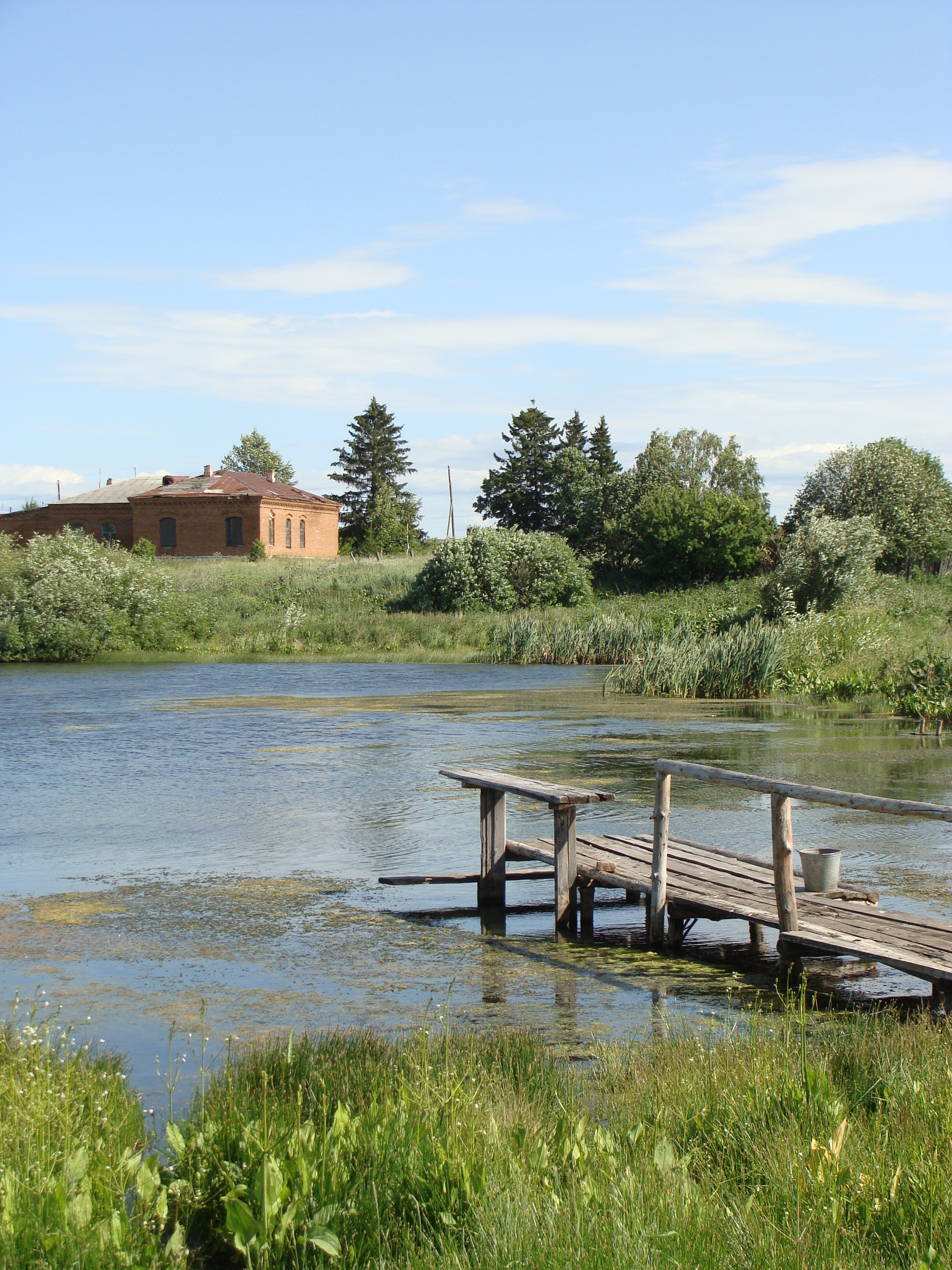
Старое здание школы и пруд

В 2005 году было создано Краснополянское сельское поселение, куда, кроме села Краснополянского, вошли ещё 25 населённых пунктов. Население, по данным переписи 2010 года, составило 4044 человека, из них в самом селе проживает 530 человек. Территория населённого пункта условно разделена на два района, границей которой является река Сараевка. Основная часть населения живёт на её левом берегу. Село имеет в основном прямоугольную структуру улиц. В селе Краснополянском 14 улиц: 40 лет Победы, 8 Марта, Восточная, Высоковольтная, Красная, Ленина, Мичурина, Новая, Первомайская, Почтовая, Свердлова, Свободы, Советская и Техническая; один переулок — Технический. На территории села расположено одноимённое водохранилище на реке Сараевке и пруд.
В селе Краснополянском работает детский сад, школа, дом культуры, библиотека, имеется отделение «Почты России», врачебная практика, ветеринарный участок. Основная часть трудоспособного населения занята в бюджетной сфере, а также в личном подсобном хозяйстве.
1 октября 2017 года в черту села вошла деревня Малая Менщикова. В присоединённой деревне действует сельхозпредприятие. В последнее время численность работающих в сельском хозяйстве постоянно уменьшалась. Многие местные жители покинули село, часть жителей работают вахтовым методом в других регионах.

## Школа
В 1876 году была открыта земская школа.

## Население
| 2002 | 2010 | 2021 |
| ---- | ---- | ---- |
| 692  | ↘530 | ↗682 |

В селе Краснополянском родилась Галина Алексеевна Глазко (род. 1944) — советская и украинская спортсменка и тренер.